# Aurora (California)
Aurora es un área no incorporada ubicada en el condado de Stanislaus en el estado estadounidense de California.

## Geografía
Aurora se encuentra ubicada en las coordenadas 37°39′36″N 121°0′10″O / 37.66000, -121.00278.